# نیروی زمینی دفاع‌ازخود ژاپن
نیروی زمینی دفاع‌ازخود ژاپن (به ژاپنی: 陸上自衛隊) نیروی زمینی زیرمجموعه نیروهای دفاع‌ازخود ژاپن است، که در سال ۱۹۵۴ تأسیس شد.
دستورالعمل‌های نظامی جدید که در دسامبر ۲۰۱۰ اعلام شد، نیروهای دفاع از خود ژاپن را از تمرکز جنگ سرد خود بر اتحاد جماهیر شوروی به تمرکز جدید بر چین، به ویژه در رابطه با اختلاف بر سر جزایر سنکاکو، هدایت می‌کند.
نیروی زمینی دفاع‌ازخود ژاپن تحت فرماندهی رئیس ستاد زمینی، مستقر در شهر ایچیگایا، شینجوکو، توکیو، فعالیت می‌کند. رئیس فعلی ستاد، ژنرال یاسونوری موریشیتا است. نیروی زمینی دفاع‌ازخود ژاپن در سال ۲۰۲۳، تعداد ۱۵۰۷۰۰ سرباز داشت.

## یگان‌ها

### فرماندهی اصلی
- فرماندهی نیروهای زمینی: در نریما، توکیو مستقر است. این فرماندهی در ۲۷ مارس ۲۰۱۸ از نیروی آمادگی مرکزی سازماندهی مجدد شد. فرماندهی نیروهای زمینی در زمان جنگ، فرماندهی و کنترل دو تا پنج ارتش را برعهده می‌گیرد.

- هنگ آمادگی مرکزی: مستقر در اوتسونومیا، توچیگی. این هنگ یک نیروی استقرار سریع تحت فرماندهی نیروی زمینی برای استقرار در ژاپن و خارج از کشور است.

### ارتش‌های میدانی

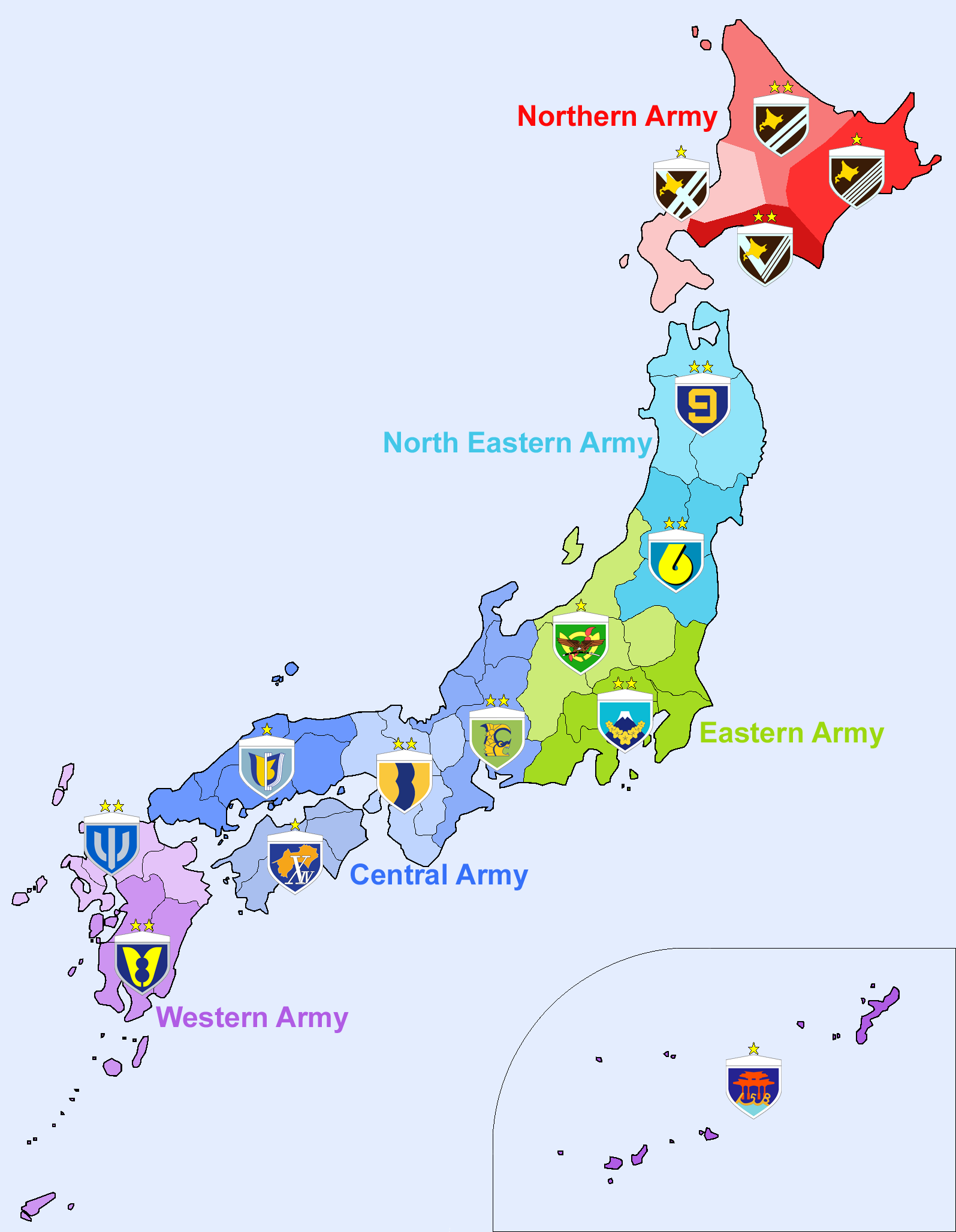
ارتش‌های منطقه‌ای ژاپن

نیروی زمینی دفاع‌ازخود ژاپن دارای ۵ ارتش میدانی است.
- ارتش شمالی ژاپن مستقر در ساپورو
- ارتش شمال شرقی ژاپن مستقر در سندای
- ارتش شرقی ژاپن مستقر در آساکا، سایتاما
- ارتش مرکزی ژاپن مستقر در ایتامی، هیوگو
- ارتش غربی ژاپن مستقر در کوماموتو

### لشکرها
نیروی زمینی ژاپن در حال حاضر ۹ لشکر فعال دارد (۱ لشکر زرهی، ۸ لشکر پیاده).
- لشکر ۱ ژاپن در نریما-کو، توکیو.
- لشکر ۲ ژاپن در آساهیکاوا.
- لشکر ۳ ژاپن در ایتامی، هیوگو.
- لشکر ۴ ژاپن در کاسوگا، فوکوئوکا.
- لشکر ۶ ژاپن در هیگاشینه، یاماگاتا.
- لشکر ۷ ژاپن در چیتوسه، هوکایدو.
- لشکر ۸ ژاپن در استان کوماموتو.
- لشکر ۹ ژاپن در آئوموری.
- لشکر ۱۰ ژاپن در ناگویا.

## تاریخچه

### قرن بیستم
اندکی پس از پایان جنگ اقیانوس آرام در سال ۱۹۴۵ و پذیرش اعلامیه پوتسدام توسط ژاپن، ارتش امپراتوری ژاپن و نیروی دریایی امپراتوری ژاپن به دستور فرمانده عالی متفقین منحل شدند. هر دو با نیروی اشغالگر نیروهای مسلح ایالات متحده جایگزین شدند که مسئولیت دفاع خارجی ژاپن را بر عهده گرفت.
داگلاس مک‌آرتور اصرار داشت که ژاپن هیچ ارتشی ندارد که بتواند برای حل و فصل اختلافات بین‌المللی یا حتی برای دفاع از خود مورد استفاده قرار گیرد. بر این اساس، در طول تدوین قانون اساسی ژاپن در سال ۱۹۴۶، ماده ۹ اضافه شد که بیان می‌کرد: «مردم ژاپن برای همیشه جنگ را به عنوان حق حاکمیت ملت و تهدید یا استفاده از زور را به عنوان وسیله‌ای برای حل و فصل اختلافات بین‌المللی رد می‌کنند.» «به منظور دستیابی به هدف پاراگراف قبل، نیروهای زمینی، دریایی و هوایی و همچنین سایر پتانسیل‌های جنگی هرگز حفظ نخواهند شد. حق جنگ‌طلبی دولت به رسمیت شناخته نخواهد شد.» اعتقاد بر این است که هیتوشی آشیدا، رهبر جلسه ویژه مجلس، بند «به منظور دستیابی به هدف پاراگراف قبل» را در وسط ماده ۹ اضافه کرد. هدف از این عبارت، ایجاد نیروهای نظامی در ژاپن بود که برای دفاع از ژاپن باشد و نه برای حل و فصل اختلافات بین‌المللی. سپس نخست‌وزیر شیگرو یوشیدا این عبارت را پذیرفت و توانست ایالات متحده را متقاعد کند که به ژاپن اجازه دهد نیروهای «دفاع از خود» را به کار گیرد.
طبق مفاد پیمان همکاری و امنیت متقابل بین ایالات متحده و ژاپن، نیروهای ایالات متحده مستقر در ژاپن موظف بودند با تجاوز خارجی علیه ژاپن مقابله کنند، در حالی که نیروهای ژاپنی، چه زمینی و چه دریایی، با تهدیدات داخلی و بلایای طبیعی مقابله می‌کردند. تنها پس از وقوع جنگ کره، مک‌آرتور به نخست‌وزیر شیگرو یوشیدا اجازه داد تا یک نیروی ذخیره پلیس ملی ۷۵۰۰۰ نفری ایجاد کند. گسترش بعدی در سال ۱۹۵۲ رخ داد، زمانی که به عنوان مصالحه‌ای در مواجهه با درخواست‌های ایالات متحده برای ایجاد ارتشی ۳۵۰۰۰۰ نفری، نیروی ذخیره پلیس ملی به نیروی ایمنی ملی تغییر نام داد و به ۱۱۰۰۰۰ نفر افزایش یافت.
در سال ۱۹۵۴، نخست‌وزیر یوشیدا، مجلس را مجبور به پذیرش قوانین تأسیس آژانس دفاعی و نیروهای دفاع‌ازخود ژاپن کرد که به صراحت به این نیروها اجازه می‌داد تا «از ژاپن در برابر تجاوز مستقیم و غیرمستقیم و در صورت لزوم برای حفظ نظم عمومی دفاع کنند.» در اول ژوئیه ۱۹۵۴، هیئت امنیت ملی به عنوان آژانس دفاعی سازماندهی مجدد شد و نیروی امنیت ملی پس از آن به عنوان نیروی زمینی دفاع‌ازخود ژاپن (نیروی زمینی)، نیروی دریایی دفاع‌ازخود ژاپن (نیروی دریایی) و نیروی هوایی دفاع‌ازخود ژاپن (نیروی هوایی) سازماندهی مجدد شد و ژنرال کیزو هایاشی به عنوان اولین رئیس شورای ستاد مشترک - رئیس حرفه‌ای سه شاخه - منصوب شد. قانون لازم‌الاجرا برای این امر، قانون نیروهای دفاع شخصی ۱۹۵۴ [قانون شماره ۱۶۵ سال ۱۹۵۴] بود.
در آن سال، تعداد واقعی نیروهای زمینی، دریایی و هوایی دفاع از خود به ۱۴۶۲۸۵ نفر رسید که عمدتاً با تجهیزات قدیمی جنگ جهانی دوم ایالات متحده مسلح بودند. حداقل تا دهه ۱۹۷۰، نیروی زمینی دفاع از خود به اندازه‌ای که برای شکست دادن حمله‌ای از شمال لازم باشد، تقویت نشده بود - مقامات آگاه تخمین زدند که اگرچه رسماً گفته می‌شود ذخایر مهمات برای دو ماه کافی است، اما در واقع ظرف یک هفته یا کمتر تمام می‌شود.
در طول دهه ۱۹۷۰، نیروی زمینی دفاع از خود ژاپن توانایی مشکوکی برای جلوگیری از حمله شوروی به هوکایدو داشت. زبیگنیو برژینسکی در سال ۱۹۷۲ اظهار داشت که به نظر می‌رسد این نیرو برای مبارزه با «حمله‌ای شوروی که بر اساس الگوهای آمریکایی ربع قرن پیش انجام شده بود» بهینه شده است. سه سال بعد در سال ۱۹۷۵، اسامو کایهارا، دبیر سابق شورای دفاع ملی، در گزارش اخبار و جهان ایالات متحده گزارش داد که نیروی دفاع‌ازخود ژاپن در هر حمله شوروی کاملاً بی‌اثر بوده است، زیرا نیروی زمینی دفاع‌ازخود فقط می‌توانست به عنوان یک ارتش برای سه تا چهار روز بجنگد. در حالی که این نیرو اکنون یک ارتش کارآمد با حدود ۱۵۰۰۰۰ نفر است، اهمیت ظاهری آن، تا همین اواخر، ظاهراً با پایان جنگ سرد کاهش یافته بود و تلاش‌ها برای تغییر جهت نیروها به‌طور کلی به ماموریت‌های جدید پس از جنگ سرد در مجموعه‌ای از اختلافات سیاسی داخلی گره خورده است.

### قرن بیست و یکم
در ۲۷ مارس ۲۰۰۴، آژانس دفاع ژاپن، گروه عملیات ویژه را با مجوز نیروی زمینی دفاع‌ازخود ژاپن به عنوان واحد ضد تروریستی خود فعال کرد.
در سال ۲۰۱۵، مجلس ژاپن قانونی را تصویب کرد که امکان تفسیر مجدد ماده ۹ قانون اساسی را فراهم می‌کرد. پرسنل نیروهای دفاع‌ازخود در واحدهای تهاجمی آبی-خاکی که برای تصرف جزایر دورافتاده طراحی شده‌اند، با نیروهای آمریکایی آموزش می‌بینند.
ژاپن اولین واحد دریایی خود را از زمان جنگ جهانی دوم در ۷ آوریل ۲۰۱۸ فعال کرد. تفنگداران دریایی تیپ استقرار سریع آبی-خاکی برای مقابله با مهاجمانی که جزایر ژاپنی را در امتداد لبه دریای چین شرقی اشغال می‌کنند، آموزش دیده‌اند.
نیروهای بریتانیایی گروهان توپخانه افتخاری برای اولین بار با سربازان نیروی زمینی دفاع‌ازخود ژاپن در اویاما، استان شیزوئوکا در ۲ اکتبر ۲۰۱۸ رزمایش مشترک برگزار کردند. هدف از این رزمایش بهبود مشارکت استراتژیک و همکاری امنیتی آنها بود. سپهبد پاتریک سندرز در مورد تنش‌های مربوط به کره شمالی گفت که ژاپن «مجبور نخواهد بود به تنهایی بجنگد.»
نیروی زمینی دفاع‌ازخود ژاپن و نیروی زمینی هند اولین رزمایش مشترک نظامی خود را از ۲۷ اکتبر تا ۱۸ نوامبر ۲۰۱۸ در ایالت میزورام هند انجام دادند. این رزمایش در درجه اول شامل رزمایش‌های ضد تروریستی و بهبود همکاری‌های دوجانبه با ۶۰ افسر ژاپنی و هندی بود.
در مارس ۲۰۱۹، وزارت دفاع اولین واحد حفاظت سایبری منطقه‌ای خود را در ارتش غربی نیروی زمینی دفاع از خود ژاپن تأسیس کرد تا از ارتباطات دفاعی در برابر حملات سایبری، مانند حملات به پرسنل مستقر در جزایر دورافتاده بدون خطوط امن، محافظت کند.
دولت ژاپن اولین اعزام نیروهای دفاع از خود به یک عملیات حفظ صلح که توسط سازمان ملل متحد رهبری نمی‌شود را در سال ۲۰۱۹ تصویب کرد. افسران نیروی زمینی دفاع‌ازخود از ۱۹ آوریل تا ۳۰ نوامبر ۲۰۱۹ بر آتش‌بس بین اسرائیل و مصر در فرماندهی نیروهای چندملیتی و ناظران در شبه جزیره سینا نظارت داشتند.
از سپتامبر تا پایان نوامبر ۲۰۲۱، نیروی دفاع از خود ژاپن رزمایش‌های سراسری را با تمام واحدها شامل ۱۰۰۰۰۰ پرسنل، ۲۰۰۰۰ وسیله نقلیه، ۱۲۰ هواپیما و همچنین یک ناو جنگی ارتش ایالات متحده انجام داد. این بزرگ‌ترین رزمایش‌های نیروی زمینی دفاع‌ازخود ژاپن از زمان پس از جنگ سرد در سال ۱۹۹۳ بود. این رزمایش‌ها بر اساس دستورالعمل‌های برنامه دفاع ملی ۲۰۱۹ برای تقویت قابلیت‌های دفاعی انجام می‌شود. وزیر دفاع، نوبوئو کیشی، گفت که این رزمایش‌ها برای پاسخ مؤثر به موقعیت‌های مختلف است.